# جولي موس
جولي موس (بالإنجليزية: Julie Moss)‏ هي منافسة ألعاب القوى أمريكية، ولدت في 15 أكتوبر 1958.

## وصلات خارجية
- جولي موس على موقع IAT Triathlon Database (الإنجليزية)